# Saint-Vivien-de-Médoc
Saint-Vivien-de-Médoc ist eine französische Gemeinde im Département Gironde mit 1.822 Einwohnern (Stand: 1. Januar 2022). Sie liegt im Arrondissement Lesparre-Médoc und gehört zum Kanton Le Nord-Médoc.

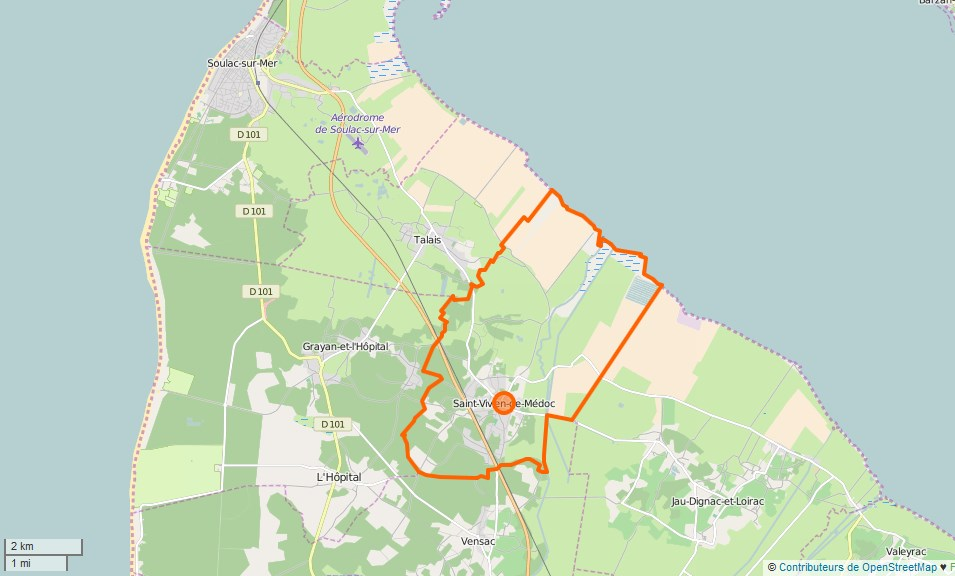
Gemeindegrenzen von Saint-Vivien-de-Médoc

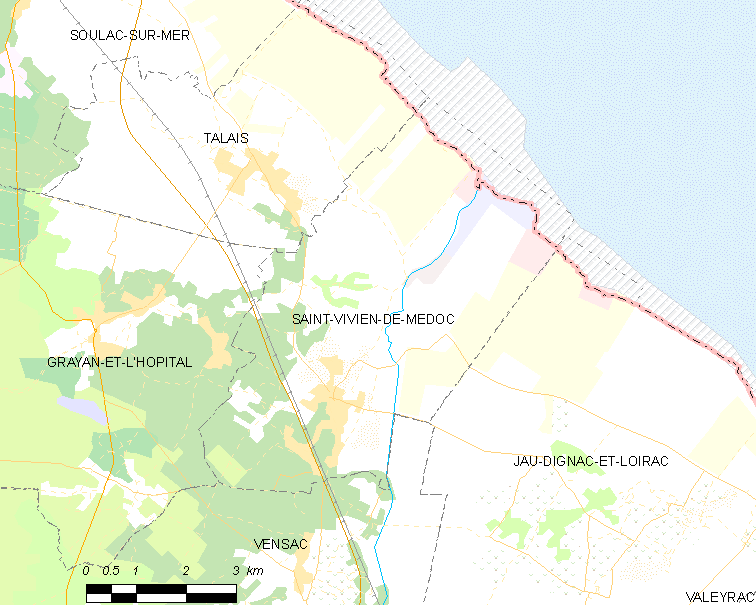
Umgebungskarte

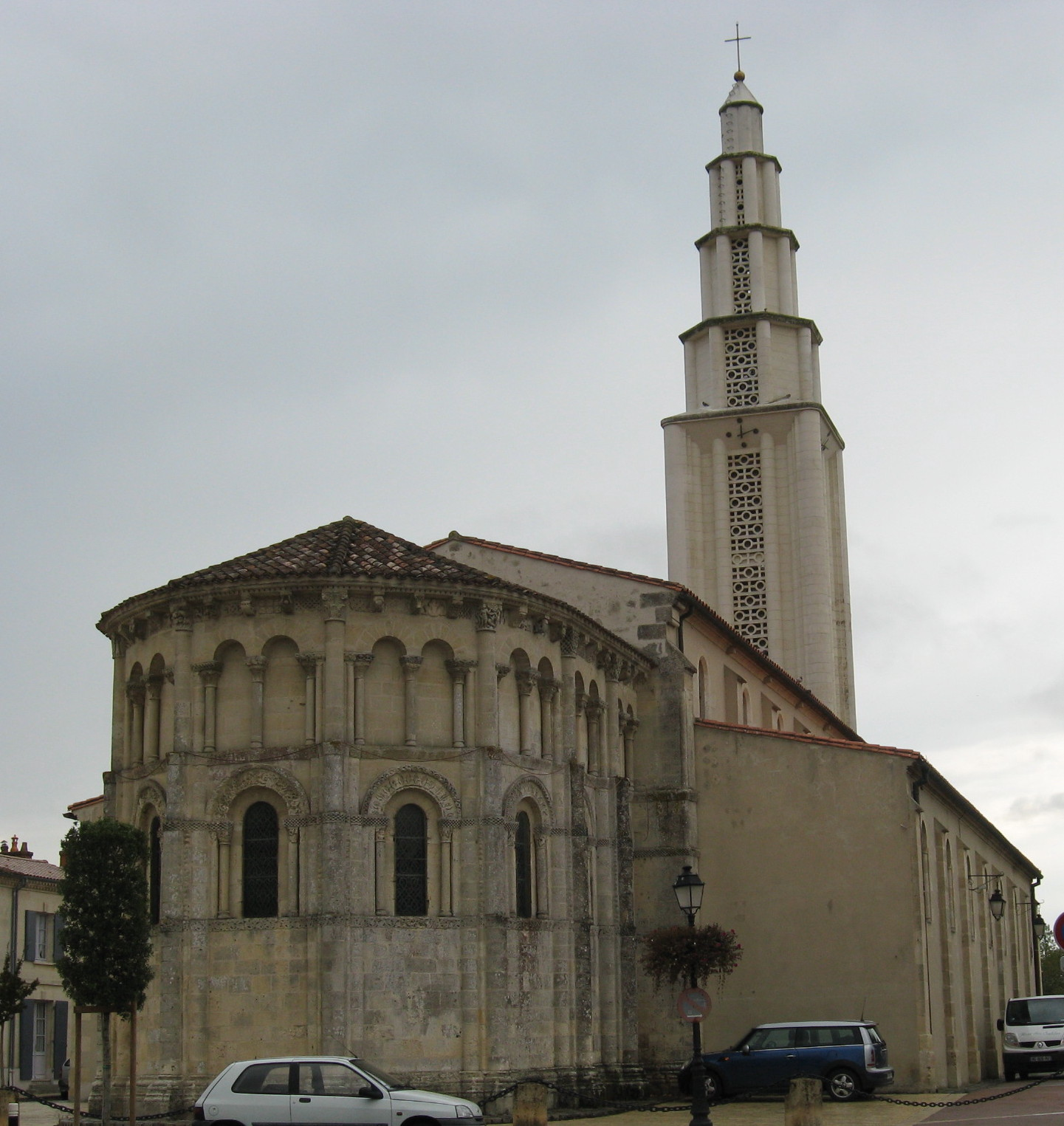
Kirche Saint-Vivien

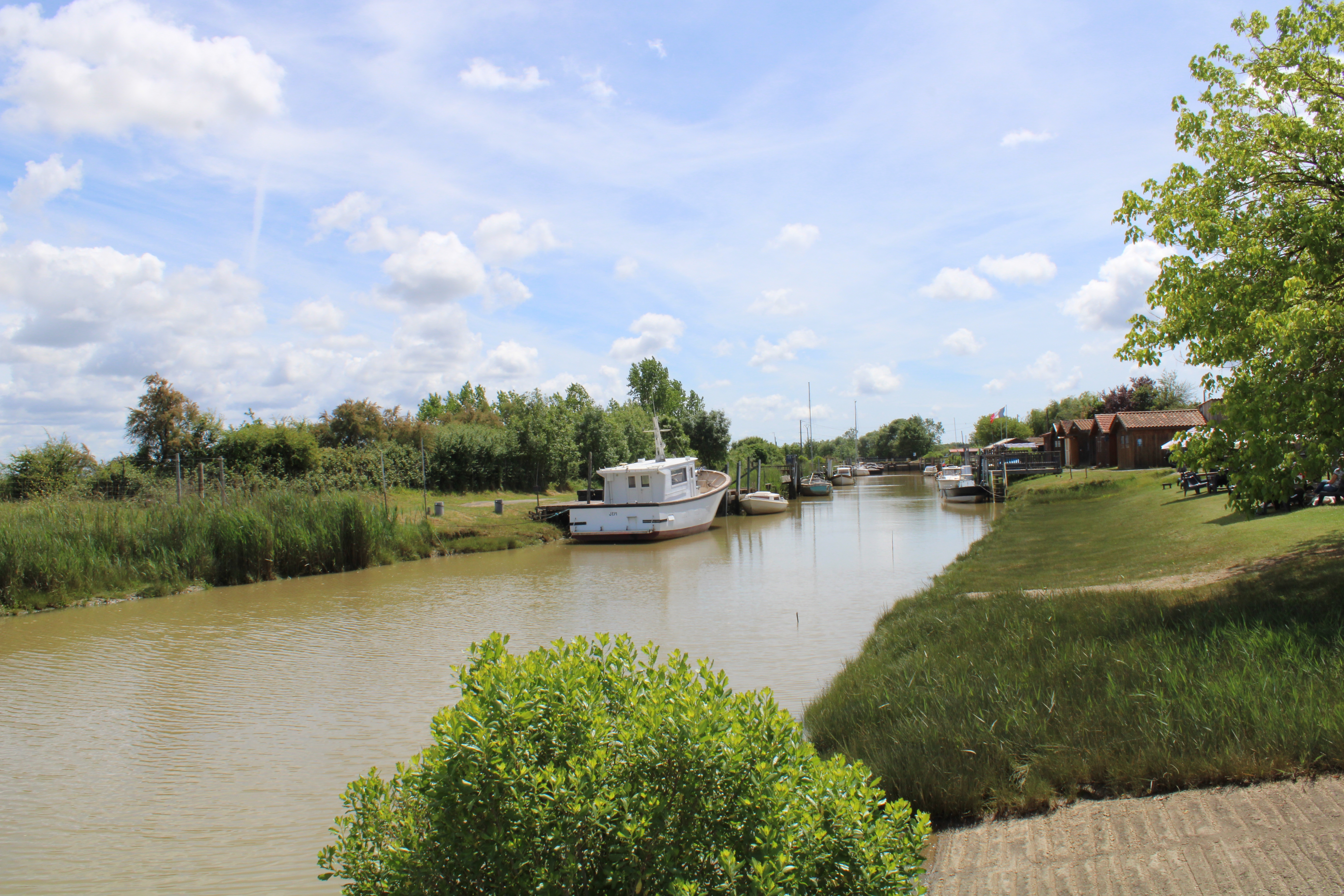
Hafen

Saint-Vivien liegt etwa 75 Kilometer nordwestlich von Bordeaux auf der Halbinsel Médoc im Weinbaugebiet Entre deux mers. Das Gemeindegebiet gehört zum Regionalen Naturpark Médoc.

## Bevölkerung
| Einwohnerentwicklung | Einwohnerentwicklung | Einwohnerentwicklung | Einwohnerentwicklung | Einwohnerentwicklung | Einwohnerentwicklung | Einwohnerentwicklung | Einwohnerentwicklung | Einwohnerentwicklung |
| -------------------- | -------------------- | -------------------- | -------------------- | -------------------- | -------------------- | -------------------- | -------------------- | -------------------- |
| Jahr                 | 1962                 | 1968                 | 1975                 | 1982                 | 1990                 | 1999                 | 2006                 | 2017                 |
| Einwohner            | 1009                 | 1018                 | 1096                 | 1161                 | 1282                 | 1365                 | 1480                 | 1777                 |

Zu den 1822 Einwohnern (Stand 1. Januar 2022) mit Hauptwohnsitz kommen während der Sommermonate mehrere hundert Personen hinzu, Franzosen aus dem Landesinneren sowie andere Touristen.

## Sehenswürdigkeiten
Die Kirche Saint-Vivien, die auch auf dem Gemeindewappen zu sehen ist, ist sehr alt. Sie geht zurück auf das 6. Jahrhundert, erhielt aber nach mehreren Zerstörungen ihre heutige Form im 12. Jahrhundert im Stil der Romanik. Der Kirchturm allerdings ist eine Ergänzung des 20. Jahrhunderts: er wurde 1957 errichtet.